# Erik Salkić
Erik Salkić, slovenski nogometaš, * 10. april 1987, Postojna.
Salkić je nekdanji profesionalni nogometaš, ki je igral na položaju branilca. V svoji karieri je igral za slovenske klube Koper, Interblock, Olimpijo in Tabor Sežano ter ruski Arsenal Tula in italijanski Kras Repen. Skupno je v prvi slovenski ligi odigral 274 tekem in dosegel 11 golov. Bil je tudi član slovenske reprezentance do 17, 20 in 21 let.